# Vireó orellut
La vireó orellut (Pteruthius melanotis) és un ocell de la família dels vireònids (Vireonidae).

## Hàbitat i distribució
Habita vegetació alta i clars, a les muntanyes del nord-est de l'Índia, cap a l'oest fins Nepal, oest, nord-est i est de Myanmar, sud-oest de la Xina al sud de Yunnan, nord-oest de Tailàndia, nord i sud de Laos, nord i centre del Vietnam i Malaca